# Drowned in Sound
Drowned in Sound är en brittisk webbtidning med fokus på indiemusik. Sidan grundades 1998 som "The Last Resort" av Sean Adams och bytte år 2000 namn till Drowned in Sound.[källa behövs]
Webbtidningen har publicerat albumrecensioner, liverecensioner, intervjuer, inslag och nyheter. I april 2019, efter nästan 20 år, meddelades att inga nya publikationer skulle ske.